# فطر ممرض للحشرات
الفطريات الممرضة للحشرات (بالإنجليزية: entomopathogenic fungi)‏ هي نوع من الفطريات تتطفّل على الحشرات، وتؤدي إلى قتلها أو إضعافها بشكل كبير. لا تعتمد هذه الفطريات على ابتلاع الحشرة لها عبر الفم، بل تخترق الهيكل الخارجي للحشرة مباشرة.
يحدث موت الحشرة نتيجة لعدة عوامل، منها الضرر الميكانيكي، واستنزاف المغذيات وإنتاج السموم في جسم الحشرة (الانسمام/التسمم). وقد أُثبت أن العديد من السموم الفطرية تُلحق أضراراً جسيمة بصحة الحشرات. تظهر على الحشرات المصابة أعراض تشمل الشلل، البطء، وضعف الاستجابة للمحفزات الخارجية، وهي حالات تُعزى إلى تأثير السموم العصبية العضلية التي تنتجها هذه الفطريات.

## استخدامها في مكافحة الآفات
نظرًا لأنها تعتبر عوامل طبيعية وآمنة بيئيًا، فقد تمت دراسة الفطريات الممرضة للحشرات للتحكم البيولوجي في الحشرات لأكثر من 100 عام. على وجه الخصوص، تخضع المراحل اللاجنسية للفطريات الزقية (بوفيريا spp. واساريا spp. وليكانيسيليوم spp. و ميتارهيزيوم spp. و أرجواني spp. وغيرها) للتدقيق بسبب السمات التي تفضل استخدامها كمبيدات حيوية.

### الإنتاج
يمكن زراعة معظم الفطريات الممرضة للحشرات على وسائط اصطناعية. يتطلب بعضها وسائط معقدة، بينما يمكن زراعة البعض الآخر، مثل بوفيريا باسيانا والأنواع القابلة للاستغلال في جنس ميتارهيزيوم، على ركائز غنية بالنشا مثل حبوب الأرز أو القمح.

### الحدة
غالبًا ما يتم الإبلاغ عن الفطريات الممرضة للحشرات على أنها تسبب أوبئة حيوانية (تفشي المرض مع العديد من الوفيات) في الطبيعة. هذه الفطريات شديدة الحدة. يتم الإبلاغ عن الفطريات الزقية في الطور اللاجنسي الناقص (ميتارهيزيوم وبوفيريا وما إلى ذلك) على أنها تسبب أوبئة حيوانية بشكل أقل تكرارًا في الطبيعة.

## معرض الصور

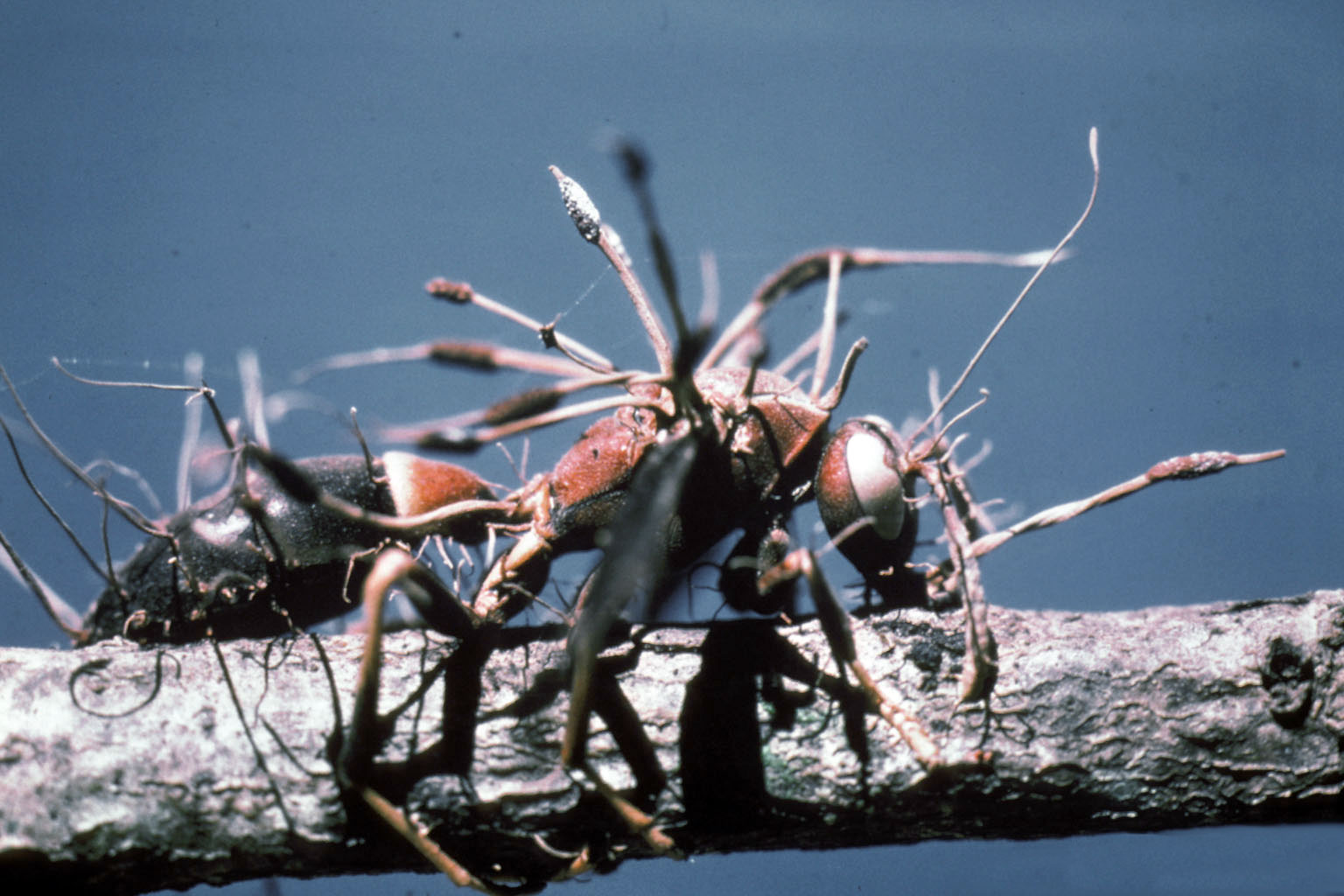
فطريات الكورديسيبس (فطر هرواي الرأس) هي شبيهة طفيلية لأنواع مختلفة من المفصليات. هذه صورة لدبابير مصابة بفطر الكورديسيبس.

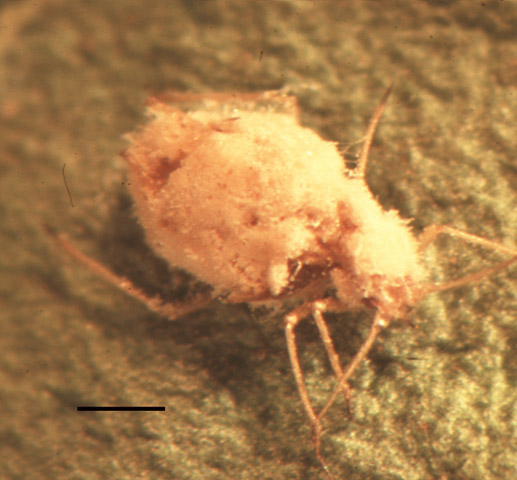
حشرة مَنّ الخوخ الأخضر، تم قتلها بواسطة فطر Pandora neoaphidis (فطريات اقترانية: حاشوريات)
شريط القياس = 0.3 مم

## طالع أيضًا
- دودة خيطية ممرضة للحشرات